# Sozialistische Reichspartei
Sozialistische Reichspartei (SRP) var ett västtyskt nynazistiskt politiskt parti. Det grundades den 2 oktober 1949 av Otto Ernst Remer, Fritz Dorls, Wolfgang Falck, August Finke, Bernhard Gericke, Gerhard Heinze, Helmut Hillebrecht, Gerhard Krüger och Wolf von Westarp.
Partiet bestod i huvudsak av före detta NSDAP-medlemmar och programmet var i väsentliga delar baserat på NSDAP:s program.
SRP upplöstes i september 1952 och förbjöds senare samma år.